# Andrey Remkhe
Andrey Remkhe, né le 4 janvier 2003, est un coureur cycliste kazakh. Il évolue au sein de l'équipe Astana-Qazaqstan Development.

## Biographie
En 2021, Andrey Remkhe devient champion du Kazakhstan du contre-la-montre juniors (moins de 19 ans). La même année, il s'impose sur deux courses par étapes turques inscrites au calendrier de l'UCI. Il représente également son pays lors des championnats du monde juniors, où il se classe dix-neuvième de la course en ligne et vingt-sixième du contre-la-montre. Après ses performances, il intègre la réserve de l'équipe Astana-Qazaqstan en 2022. 
En 2023, il est sacré champion d'Asie du contre-la-montre dans la catégorie espoirs (moins de 23 ans). Il termine par ailleurs cinquième d'une étape du Tour de Taïwan au sprint.

## Palmarès et résultats

### Palmarès par année
- 2021
  -  Champion du Kazakhstan du contre-la-montre juniors
  - Kayseri Junior Tour
  - Velo Erciyes Junior Race :
    - Classement général
    - 1re étape (contre-la-montre)

  - 2e du championnat du Kazakhstan sur route juniors
- 2022
  - 2e du championnat du Kazakhstan du contre-la-montre espoirs
- 2023
  -  Champion d'Asie du contre-la-montre espoirs
- 2024
  -  Champion du Kazakhstan du contre-la-montre espoirs
  -  Médaillé d'argent du championnat d'Asie du contre-la-montre espoirs

### Classements mondiaux
| Année                                 | 2022  | 2023 | 2024 |
| ------------------------------------- | ----- | ---- | ---- |
| Classement mondial                    | 1254e | 677e | 627e |
| UCI Asia Tour                         | 88e   | 42e  | 26e  |
|                                       |       |      |      |
| Légende : nc = non classéSource : UCI |       |      |      |